# Pyridin-3-sulfonsäure
Pyridin-3-sulfonsäure ist eine organische Verbindung, welche aus einem Pyridinring besteht, der in 3-Position eine Sulfonsäuregruppe trägt.

## Darstellung
Die Verbindung kann durch Sulfonierung von Pyridin hergestellt werden. Elektrophile aromatische Substitutionen laufen an Pyridin jedoch nur schwer ab und die Reaktion von Pyridin mit Schwefelsäure ergibt selbst unter scharfen Bedingungen keine nennenswerte Mengen an Pyridin-3-sulfonsäure. Es ist jedoch durch Kochen in einem Überschuss von Oleum bei 320 °C mit akzeptabler Ausbeute zugänglich. Der Grund für die schlechten Ausbeuten ist die bevorzugte Addition des Elektrophils Schwefeltrioxid an den Pyridinstickstoff, wodurch der Heteroaromat für elektrophile Angriffe zusätzlich desaktiviert wird. Die Sulfonierung mit Oleum verläuft jedoch glatt in Gegenwart katalytischer Mengen Quecksilber(II)-sulfat. Der zu Grunde liegende Mechanismus ist bisher nicht geklärt.

## Eigenschaften
Pyridin-3-sulfonsäure ist ein weißer Feststoff, der bei 357 °C schmilzt. Er kristallisiert in prismatischen Stäbchen im orthorhombischen Kristallsystem mit den Gitterparametern a = 11,41 Å, b = 15,08 Å und c = 7,20 Å mit 8 Formeleinheiten je Elementarzelle.